# Jordan Pickford
Jordan Lee Pickford (sinh ngày 7 tháng 3 năm 1994) là một cầu thủ bóng đá chuyên nghiệp người Anh hiện đang thi đấu cho câu lạc bộ Premier League Everton và đội tuyển bóng đá quốc gia Anh ở vị trí thủ môn.
Pickford trưởng thành từ hệ thống đào tạo trẻ của Sunderland. Tháng 6 năm 2017, anh gia nhập Everton với mức phí 25 triệu bảng, qua đó trở thành thủ môn người Anh đắt giá nhất trong lịch sử.

## Thống kê sự nghiệp

### Câu lạc bộ
Tính đến ngày 19 tháng 5 năm 2024
| Câu lạc bộ               | Mùa giải            | Giải đấu            | Giải đấu | Giải đấu | FA Cup | FA Cup | EFL Cup | EFL Cup | Khác | Khác | Tổng cộng | Tổng cộng |
| Câu lạc bộ               | Mùa giải            | Hạng                | Trận     | Bàn      | Trận   | Bàn    | Trận    | Bàn     | Trận | Bàn  | Trận      | Bàn       |
| ------------------------ | ------------------- | ------------------- | -------- | -------- | ------ | ------ | ------- | ------- | ---- | ---- | --------- | --------- |
| Sunderland               | 2011–12             | Premier League      | 0        | 0        | 0      | 0      | 0       | 0       | —    | —    | 0         | 0         |
| Sunderland               | 2012–13             | Premier League      | 0        | 0        | 0      | 0      | 0       | 0       | —    | —    | 0         | 0         |
| Sunderland               | 2013–14             | Premier League      | 0        | 0        | 0      | 0      | 0       | 0       | —    | —    | 0         | 0         |
| Sunderland               | 2014–15             | Premier League      | 0        | 0        | —      | —      | —       | —       | —    | —    | 0         | 0         |
| Sunderland               | 2015–16             | Premier League      | 2        | 0        | 1      | 0      | —       | —       | —    | —    | 3         | 0         |
| Sunderland               | 2016–17             | Premier League      | 29       | 0        | 0      | 0      | 3       | 0       | —    | —    | 32        | 0         |
| Sunderland               | Tổng cộng\|31       | Tổng cộng\|31       | 0        | 1        | 0      | 3      | 0       | —       | —    | 35   | 0         |           |
| Darlington (mượn)        | 2011–12             | Conference Premier  | 17       | 0        | —      | —      | —       | —       | —    | —    | 17        | 0         |
| Alfreton Town mượn)      | 2012–13             | Conference Premier  | 12       | 0        | —      | —      | —       | —       | —    | —    | 12        | 0         |
| Burton Albion (mượn)     | 2013–14             | League Two          | 12       | 0        | —      | —      | 1       | 0       | —    | —    | 13        | 0         |
| Carlisle United (mượn)   | 2013–14             | League One          | 18       | 0        | —      | —      | —       | —       | —    | —    | 18        | 0         |
| Bradford City (mượn)     | 2014–15             | League One          | 33       | 0        | —      | —      | —       | —       | 1    | 0    | 34        | 0         |
| Preston North End (mượn) | 2015–16             | Championship        | 24       | 0        | —      | —      | 3       | 0       | —    | —    | 27        | 0         |
| Everton                  | 2017–18             | Premier League      | 38       | 0        | 1      | 0      | 1       | 0       | 6    | 0    | 46        | 0         |
| Everton                  | 2018–19             | Premier League      | 38       | 0        | 2      | 0      | 0       | 0       | —    | —    | 40        | 0         |
| Everton                  | 2019–20             | Premier League      | 38       | 0        | 1      | 0      | 4       | 0       | —    | —    | 43        | 0         |
| Everton                  | 2020–21             | Premier League      | 31       | 0        | 0      | 0      | 2       | 0       | —    | —    | 33        | 0         |
| Everton                  | 2021–22             | Premier League      | 35       | 0        | 2      | 0      | 0       | 0       | —    | —    | 37        | 0         |
| Everton                  | 2022–23             | Premier League      | 37       | 0        | 1      | 0      | 0       | 0       | —    | —    | 38        | 0         |
| Everton                  | 2023–24             | Premier League      | 38       | 0        | 0      | 0      | 4       | 0       | —    | —    | 42        | 0         |
| Everton                  | Tổng cộng           | Tổng cộng           | 255      | 0        | 7      | 0      | 11      | 0       | 6    | 0    | 279       | 0         |
| Tổng cộng sự nghiệp      | Tổng cộng sự nghiệp | Tổng cộng sự nghiệp | 402      | 0        | 8      | 0      | 18      | 0       | 7    | 0    | 435       | 0         |

### Quốc tế
Tính đến ngày 14 tháng 7 năm 2024.
| Đội tuyển quốc gia | Năm       | Trận | Bàn |
| ------------------ | --------- | ---- | --- |
| Anh                | 2017      | 1    | 0   |
| Anh                | 2018      | 14   | 0   |
| Anh                | 2019      | 9    | 0   |
| Anh                | 2020      | 6    | 0   |
| Anh                | 2021      | 12   | 0   |
| Anh                | 2022      | 8    | 0   |
| Anh                | 2023      | 8    | 0   |
| Anh                | 2024      | 10   | 0   |
| Tổng cộng          | Tổng cộng | 68   | 0   |